# Mária Telkesová
Mária Telkesová (12. prosince 1900 Budapešť – 2. prosince 1995 Budapešť) byla maďarsko-americká fyzička a chemička, která proslula vynálezy v oblasti solární energetiky, pro něž je někdy přezdívána „sluneční královna”.

## Život
Byla nejstarší z osmi dětí. Na Budapešťské univerzitě vystudovala chemii a fyziku. V roce 1924 zde získala doktorát v oboru fyzikální chemie. Krátce na to navštívila svého strýce Ernő Ludviga v Clevelandu, kde byl maďarským konzulem. Cleveland Clinic Foundation jí nabídla práci v biofyzikální laboratoři pod vedením George Crila, což přijala a ve Spojených státech již zůstala natrvalo (americké občanství získala v roce 1937). Posléze se podílela na Crilově objevu fotoelektrické metody zaznamenávání mozkových vln. V roce 1939 přešla na Massachusettský technologický institut, kde se začala věnovat teplu a sluneční energii. Během druhé světové války vynalezla malý solární destilátor, díky němuž američtí námořníci mohli z mořské vody vyrábět vodu pitnou. Destilátor dokázal vyrobit až litr pitné vody za den a jako součást záchranného balíčku každého námořníka zachránil mnohým z nich život. Po válce se soustředila na úkol vyrobit solární článek, který by dokázal energeticky zabezpečit rodinný dům. Průkopnickým projektem se stal její Doverský solární dům v Massachusetts. Architektonický návrh domu připravila Eleanor Raymondová, peníze poskytla sochařka Amelia Peabodyová. Systém 18 dvouvrstvých panelů ze skla a kovu byl ve své době zcela průkopnický a položil základy solární energetiky. V dalších letech se zabývala hledáním materiálů, které by vydržely extrémní podmínky, díky čemuž pomohla i projektu Apollo, tedy americkému kosmickému programu. V 94 letech prvně od emigrace navštívila Budapešť. Při návštěvě svého rodného města zemřela.